# Sturanya
Sturanya is een geslacht van weekdieren uit de klasse van de Gastropoda (slakken).

## Soorten
- Sturanya makaroaensis Richling & Bouchet, 2013
- Sturanya parvula (Pease, 1868)
- Sturanya plicatilis (Mousson, 1865)